# Fairunterwegs
fairunterwegs (bis 2020 Arbeitskreis Tourismus und Entwicklung, kurz akte) ist eine Schweizer Non-Profit-Organisation mit Sitz in Basel. Der 1977 gegründete Verein setzt sich für einen verantwortungsvollen und nachhaltigen Tourismus ein. Initiiert wurde die Organisation von entwicklungspolitischen und Entwicklungsorganisationen sowie kirchlichen Kreisen. Von 2016 bis 2020 firmierte sie als «fair unterwegs – arbeitskreis tourismus & entwicklung», seit 2020 trägt sie den Namen «fairunterwegs».

## Geschichte
In den 1970er Jahren, als man sich noch über die «Demokratisierung des Reisens» freute, zeigte der 1977 gegründete Arbeitskreis Tourismus und Entwicklung (kurz akte) die Kehrseite des Tourismus auf: Kinderarbeit, Landraub, Ausbeutung der Frauen und Kinder, Zerstörung der Natur.
Ab den 1980er Jahren publizierte der Arbeitskreis Materialien für Schulen, die teilweise noch heute genutzt werden.
In den 1990er Jahren wirkte er bei der Konzeption für einen fairen Handel im Tourismus mit. Vergleichbar mit dem Fairen Handel von Lebensmitteln. Gleichzeitig zeigte er Alternativen zum unfairen Tourismus auf. Dafür lancierte er 2006 die Webplattform fairunterwegs.org.
In diesem Jahrhundert hat sich der Arbeitskreis dafür eingesetzt, internationale Vereinbarungen wie die UN-Leitprinzipien für Wirtschaft und Menschenrechte und die Agenda 2030 auf den Tourismus zu übertragen und einzufordern.
Heute setzt fairunterwegs seinen Fokus vor allem darauf, zum konkreten Handeln zu animieren im Gegensatz zu den Anfangsjahren, als es vor allem um Bewusstseinsbildung ging.
2022 führte fairunterwegs die «G.L.Ü.C.K.»-Formel ein, die nachhaltiges Glück durch Reisen fördern soll. 2023 wurde die Webseite als Plattform für nachhaltiges Reisen neu gelauncht. 2024 gewann die Organisation Silber bei Best of Swiss Web in der Kategorie «Public Value».

## Struktur und Partner
fairunterwegs ist als Verein organisiert und wird von einem Vorstand aus sechs Mitgliedern mit Eva Schmassmann als Präsidentin geleitet. Nach dem Rücktritt von Christine Plüss im Jahr 2019 übernahm Jon Andrea Florin die Leitung. Die Organisation wird von institutionellen Mitgliedern (engagierten Unternehmen aus der Tourismuswirtschaft sowie Non-Profit-Organisationen) und von Einzelmitgliedern getragen.

## Ziele und Aktivitäten
fairunterwegs «regt Verhaltensänderungen an, welche zu einem nachhaltigeren Tourismus führen – ausgehend von fairen Beziehungen zwischen den Menschen verschiedener Länder bzw. Regionen sowie zwischen Mensch und Umwelt» (aus den Statuten). So setzt sich fairunterwegs «für eine neue Art des Reisens ein: für ein Unterwegssein, das zu nachhaltigem Glück führt. Dieses Unterwegssein erhöht das Lebensglück der Reisenden und die Lebensqualität der Lokalbevölkerung und schädigt das Leben auf unserem Planeten nicht».

### Kommunikationsplattformen
- Content
- Training und Coaching
- Projekte
- Mitgliedschaft